# Quyền LGBT ở Bỉ
Quyền đồng tính nữ, đồng tính nam, song tính và chuyển giới (tiếng Hà Lan: lesbisch, homoseksueel, biseksueel en transgender; tiếng Pháp: lesbiennes, gays, bisexuels et transgenres; tiếng Đức: Lesben, Schwule, Bisexuelle und Transgender) ở Bỉ được coi là một trong những tiến bộ nhất ở Châu Âu và trên thế giới. Hoạt động tình dục đồng giới đã được hợp pháp hóa vào năm 1795, với tuổi đồng ý bằng nhau, ngoại trừ từ năm 1965 đến năm 1985. Sau khi cấp cho các cặp đồng giới quan hệ đối tác trong nước vào năm 2000, Bỉ đã trở thành quốc gia thứ hai trên thế giới hợp pháp hóa hôn nhân đồng giới vào năm 2003. nhận con nuôi đồng giới đã được hợp pháp hóa hoàn toàn vào năm 2006 và được cân bằng với việc nhận con nuôi khác giới. Các cặp đồng tính nữ cũng có thể truy cập IVF. Các biện pháp bảo vệ phân biệt đối xử dựa trên xu hướng tính dục trong việc làm, nhà ở, và nhà ở công cộng và tư nhân đã được ban hành vào năm 2003 và về bản dạng giới và biểu hiện giới trong năm 2014. Người chuyển giới đã được phép thay đổi giới tính hợp pháp kể từ năm 2007, mặc dù trong một số trường hợp, đã bị bãi bỏ năm 2018.
Bỉ thường được gọi là một trong những quốc gia thân thiện với người đồng tính nhất trên thế giới, với các cuộc thăm dò gần đây cho thấy rằng phần lớn người Bỉ ủng hộ quyền kết hôn và nhận con nuôi đồng giới. Thủ tướng Bỉ trước đây, Elio Di Rupo, là một người đồng tính nam công khai và là một trong số ít người đứng đầu các quốc gia trên thế giới xác định là LGBT. Pascal Smet, cựu Bộ trưởng Giáo dục Flemish (trong Chính phủ Peeters II) và Bộ trưởng Bộ Di động Brussels hiện tại, cũng công khai đồng tính.

## Bảng tóm tắt
| Hoạt động tình dục đồng giới hợp pháp                                                                                       | (Từ năm 1795)                               |
| Độ tuổi đồng ý | (Ngoại trừ giữa năm 1965-1985)              |
| Luật chống phân biệt đối xử trong việc làm                                                                                  | (Từ năm 2003)                               |
| Luật chống phân biệt đối xử trong việc cung cấp hàng hóa và dịch vụ                                                         | (Từ năm 2003)                               |
| Luật chống phân biệt đối xử trong tất cả các lĩnh vực khác (bao gồm phân biệt đối xử gián tiếp, ngôn từ kích động thù địch) | (Từ năm 2003)                               |
| Luật chống phân biệt đối xử liên quan đến bản dạng giới                                                                     | (Từ năm 2014)                               |
| Hôn nhân đồng giới | (Từ năm 2003)                               |
| Công nhận các cặp đồng giới (ví dụ: sống chung không đăng ký, quan hệ đối tác trọn đời)                                     | (Từ năm 2000)                               |
| Nhận con nuôi là con riêng của các cặp vợ chồng đồng giới                                                                   | (Từ năm 2006)                               |
| Nhận con nuôi chung của các cặp đồng giới                                                                                   | (Từ năm 2006)                               |
| Tự động làm cha mẹ trong giấy khai sinh cho con của các cặp đồng giới                                                       | (Từ năm 2015)                               |
| Người LGBT được phép phục vụ công khai trong quân đội                                                                       | Yes                                         |
| Quyền thay đổi giới tính hợp pháp                                                                                           | (Từ năm 2007)                               |
| Truy cập IVF cho các cặp đồng tính nữ                                                                                       | (Từ năm 2006)                               |
| Liệu pháp chuyển đổi bị cấm theo luật                                                                                       | No                                          |
| Mang thai hộ thương mại cho các cặp đồng tính nam                                                                           | (Cấm cho các cặp vợ chồng dị tính cũng vậy) |
| NQHN được phép hiến máu | / (Từ năm 2017, Thời gian trì hoãn 1 năm)   |